# Dominic Barton
Dominic Barton (né le 14 septembre 1962), est un homme d'affaires, auteur et diplomate canadien d'origine ougandaise. Il est l'actuel président de la société d'investissement privée LeapFrog Investments ainsi que le chancelier de l'Université de Waterloo. Il a été ambassadeur du Canada en République populaire de Chine de 2019 à 2021. Auparavant, Barton avait été directeur général de McKinsey & Company, la société de conseil mondiale, de 2009 à 2018. Il fut aussi précédemment président de Teck Resources et directeur non exécutif du groupe Singtel à Singapour et Investor AB en Suède.

## Biographie

### Jeunesse et éducation
Dominic Barton est né à Mukono, en Ouganda, en 1962. Le père de Barton était un missionnaire anglican qui a aidé à développer un collège de théologie en Ouganda et sa mère était infirmière. Durant son enfance, la maison familiale était occupée par le général et futur dictateur Idi Amin, alors en train d'accéder au pouvoir en Ouganda. À l'âge de sept ans, sa famille avait déménagé de l'Ouganda pour venir s'établir au Canada. La famille s'installa dans la communauté de Sardis, situé dans la province de la  Colombie-Britannique.
Barton a étudié à l'Université de la Colombie-Britannique où il a obtenu son baccalauréat en économie. Il a reçu une bourse Rhodes. Il a aussi fréquenté le Brasenose College de l'Université d'Oxford, où il a obtenu sa maîtrise aussi en économie.

### Carrière

#### Ambassadeur du Canada en Chine
Barton succède à John McCallum le 4 septembre 2019 au poste d'ambassadeur en Chine par le gouvernement du Canada. Le 6 décembre 2021, Dominic Barton annonce qu'il quitte ses fonctions.

## Vie privée
Barton fut marié à l'artiste verrier d'origine canadienne et descendante de la famille de la bière canadienne et ancienne avocate en valeurs mobilières, Sheila Labatt. Deux enfants sont nés de cette union. Le couple divorce en 2014 et Barton épouse en secondes noces Geraldine Buckingham, une Australienne qui était auparavant présidente de Blackrock pour l'Asie-Pacifique. Barton et Buckingham ont deux enfants ensemble.